# Bloc Popular Antifeixista
El Bloc Popular Antifeixista va ser una coalició política i electoral establerta a les Illes Balears i que va concórrer a les eleccions de febrer de 1936, essent la concreció a les illes del Front Popular.

## Els antecedents
El Bloc Popular Antifeixista té els seus antecedents en el Front Únic Antimonàrquic de 1931 i en la Conjunció Republicano-Socialista. Des del 1934, els moviments socialista i comunista iniciaren a nivell internacional, una política de creació de blocs populars que agrupassin les organitzacions de la classe obrera i la petita burgesia amb l'objectiu de frenar l'avanç del feixisme. D'altra banda, l'entesa entre els socialistes i els republicans (en el Front Únic Antimonàrquic i la Conjunció Republicano-Socialista havia estat la unió electoral que havia fet possible l'adveniment de la Segona República. Després dels fets revolucionaris d'octubre de 1934 i la posterior repressió duita a terme per la coalició radical-cedista, les forces d'esquerres es varen veure abocades a una nova confluència.

## La gestació del Bloc Popular
Des de començaments de 1935 les diverses formacions d'esquerres iniciaren un acostament i coincidiren en la necessitat de la unitat d'acció. El mes de gener de 1936, produït ja l'acord estatal per a un bloc popular electoral, es constituí un comitè d'enllaç integrat per la Federació Socialista Balear (PSOE), Esquerra Republicana Balear, Partit Comunista d'Espanya, Unió Republicana, Partit Republicà Democràtic Federal, Joventuts Socialistes, Joventuts Comunistes i Partit Obrer d'Unificació Marxista. La candidatura no estigué del tot definida fins al 28 de gener: Alexandre Jaume Rosselló i Antoni Gomila, pel PSOE; Bernat Jofre i Francesc Carreras per Esquerra Republicana Balear i Antoni Amer per Unió Republicana.

## El Programa del Bloc Popular
El Bloc Popular Antifeixista defensava l'amnistia total i la reposició de les llibertats democràtiques; l'establiment de responsabilitats pels escàndols econòmics; la realització de reformes a la banca i a les finances; la defensa de la República i de la constitució; el restabliment de les llibertats nacionals del poble català; la defensa de l'autonomia regional; la millora de les condicions de vida del pagès i la reforma agrària; la protecció de la indústria; la realització d'obres públiques; la continuïtat dels programes socials i educatius del primer bienni republicà i una política exterior de pau.
Era evident que el programa del Bloc Popular Antifeixista era un programa democràtic i progressista, no revolucionari, adreçat a recuperar l'obra reformadora dels governs d'Azaña. Es feia un esforç per transmetre una imatge de moderació que la creixent polarització social i política, emparada per la situació internacional, qüestionava.

## El diari Antorxa
L'acostament entre les esquerres balears va fer aparèixer el projecte d'editar un diari. El maig de 1935 ja s'organitzà una comissió pro diari reoublicà. El primer número d'Antorxa va sortir el 25 de gener de 1936. Els principals esforços per treure el diari provingueren d'Esquerra Republicana Balear i de la Federació Socialista Balear. Sols en sortiren 25 números, fins al 22 de febrer de 1936.

## Les eleccions de febrer de 1936
A diferència del conjunt de l'estat, el Bloc Popular Antifeixista va perdre les eleccions a les Illes Balears. Va obtenir 44.000 vots, que representaven un avanç amb relació a 1933. L'esquerra sols va guanyar a Calvià i Formentera,. encara que tengué una clara victòria en alguns districtes obrers de Palma. Les eleccions transcorregueren amb normalitat.

## Activitat després de les eeleccions
Els grups que integraven el Bloc Popular participaren de manera conjunta en una sèrie d'actes públics: manifestació multitudinària en el primer aniversari de la mort de Llorenç Bisbal, el 22 de febrer; celebració de la jornada internacional de la dona treballadora, el mes de març; campanya de protesta i gran manifestació a Ciutat en demanda d'anul·lació de les eleccions del mes de febrer. La tasca conjunta es va dur a terme sobretot en el si de les comissions gestores que es formaren a diversos ajuntaments, però hi va haver poc temps. el diumenge, 19 de juliol de 1936, de matinada l'exèrcit sortia al carrer mentre el general Manuel Goded proclamava l'estat de guerra.